# 恢复系数

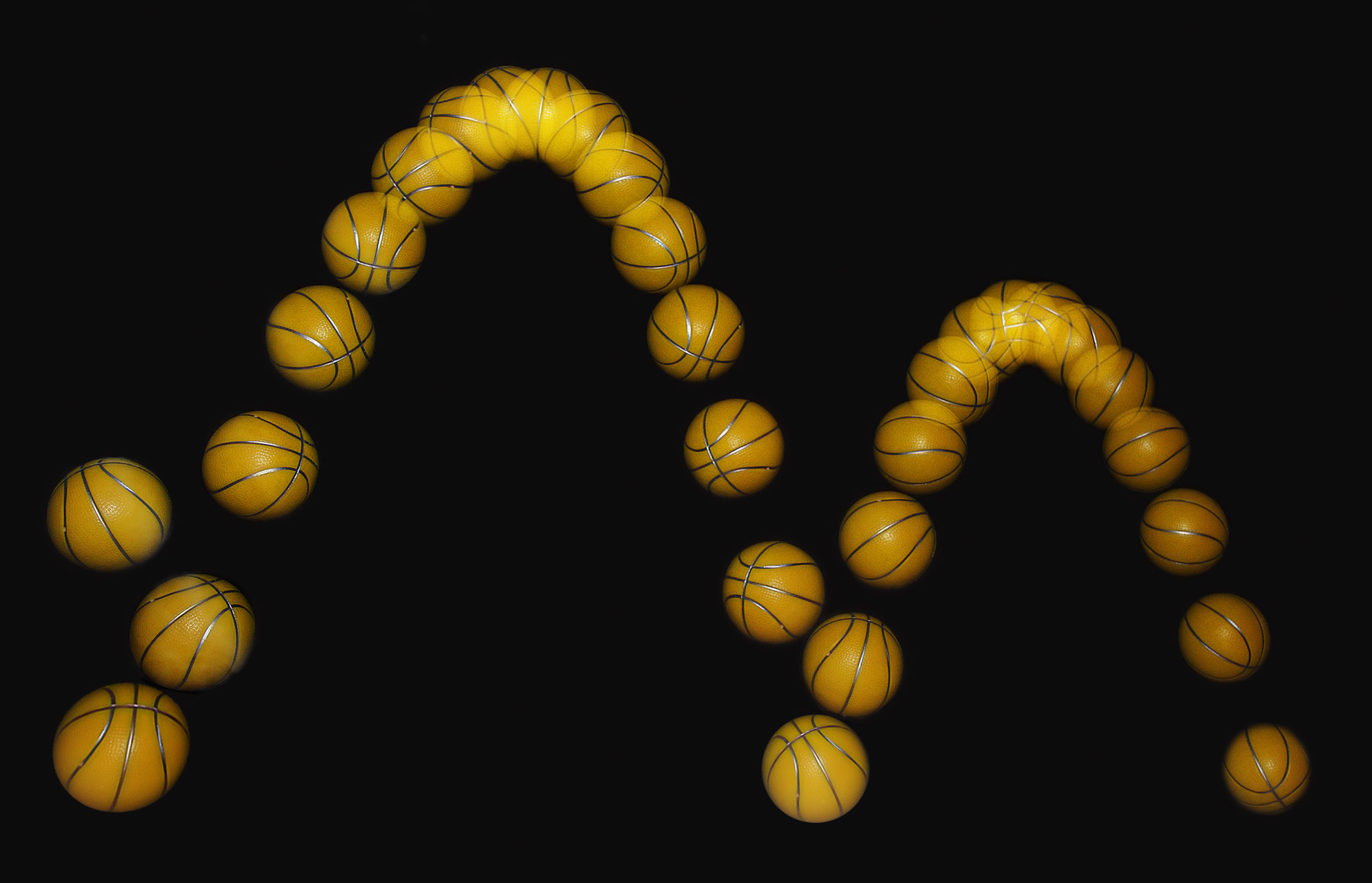
频闪观测器以每秒25画面捕捉到的籃球碰撞地面的弹跳运动。忽略空气阻力，球碰撞地面之後與之前的弹跳高度比率，取其平方根，可求得这球与地面碰撞的恢复系数。

恢復係數（coefficient of restitution）衡量两个物体在碰撞後的反彈程度。假若恢復係數為1，则此碰撞为弹性碰撞；假若恢復係數小於1而大於0，则此碰撞为非弹性碰撞；假若恢復係數為0，则此碰撞为完全非弹性碰撞，兩個物体黏贴在一起。
恢復係數是兩個碰撞物體之間的共同性質。但是，時常在文獻中，恢復係數會被表現為單獨物體所具有的內秉性質，而隻字不提這物體到底是與哪個物體相互碰撞。在這狀況裏，第二個物體被假定為完美彈性剛體。

## 细节
恢复系数通常在0與1之间；但理论上，恢复系数可以大於1。這代表一种产生出动能的碰撞案例。例如，当两个地雷碰撞在一起，引起爆炸。近期一些研究发现，「斜碰撞」（oblique collision）的恢复系数可以大於1的特別案例。這是因為当圆球碰到软墙时，回弹轨道改变而發生的现象。
恢复系数的數值也可以小於0，这代表另一种碰撞案例，這意味著，其中一個物體會超過另外一個物體，例如，子彈穿過了彈靶。
恢复系数是兩個物體相互碰撞的特性，而不是單獨物体的屬性。如果用 5 种不同的物体作碰撞实验，则会有 {\displaystyle {5 \choose 2}=10} 种不同的组合，每种组合会有它特别的恢复系数。

## 運動器材
至少在高尔夫球运动社團，恢复系数已经融入日常词汇裡了。这是因为高尔夫球桿廠商制造出一种長打桿，由於其桿頭的桿面很薄，會產生一种特别的「跳跃床效應」，當桿面的壓縮與恢復的自然頻率相近於高爾夫球壓縮與恢復的自然頻率時，則在恢復期間，桿面會給予高爾夫球額外的推力，能够將球打的更遠。通常，高爾夫球的自然頻率大約為800-1300 Hz，比桿面的自然頻率低很多。採用鈦材料，能夠製出體積更大的桿頭、厚度更薄的桿面，從而降低桿面的自然頻率。根據實驗查證，150 cc體積不銹鋼桿頭的自然頻率大約為1800 Hz，而較大的250-300 cc體積鈦桿頭的自然頻率大約為1200 Hz。另外，將鈦桿面的厚度從6.35 mm減少到2.54 mm，可以提升恢復係數大約15%。應用跳跃床效應，假若桿面的自然頻率在高爾夫球的自然頻率附近，則恢復係數可以提升12%之多，這對應於大約提升發球初始速度5%。為了要最佳化跳跃床效應，必需匹配桿面與高爾夫球的自然頻率。美國高爾夫球協會核准的高爾夫球與球桿的恢復係數大約在0.79與0.85之間。
國際網球總會對於比賽用網球有很嚴格的規定。網球的恢復係數必需在0.73與0.76之間；對於高海拔比賽（超過海平面4000英呎以上），網球的恢復係數則必需在0.69與0.76之間。
國際桌球總會規定，從30.5 cm高度自由掉落的桌球，當碰撞到標準鋼鐵板塊後，應該彈回至24–26 cm高度，這對應為恢復係數在0.89與0.92之間。
對於鋪在混凝土上的油氈（linoleum）硬地板，真實皮革籃球的恢復係數大約在0.81與0.85之間，而合成皮革籃球的恢復係數大約在0.79與0.84之間。

## 相關理論

碰撞前時期

壓縮時期

恢復時期

碰撞後時期

整個碰撞過程可以分為四個時期。在「碰撞前時期」，兩個物體朝著碰撞對方移動，但尚未接觸到對方。從兩個物體互相接觸開始，然後互相壓縮對方，施加壓縮力於對方，兩個物體各自質心之間的距離越來越近，直到無法再繼續壓縮為止，這段時期是「壓縮時期」。緊接著是「恢復時期」，由於恢復力的作用，兩個物體開始恢復先前的形狀，兩個物體各自質心之間的距離越來越遠，直到不再接觸對方為止。最後是「碰撞後時期」，兩個物體完全分離，朝著不同方向越移動越遠。
假定「無磨擦模型」，壓縮力與恢復力正切於物體接觸面的分量為零，只有沿著衝擊線L的分量不等於零；另外，其它作用力可以被忽略。那麼，两个物体在碰撞後的分離速度與碰撞前的接近速度，這兩個速度對於衝擊線L的分量的絕對值比率，就是恢復係數，以方程式表達為
{\displaystyle C_{r}=\left|{\frac {\mathbf {u} _{f}\cdot {\hat {\mathbf {n} }}}{\mathbf {u} _{i}\cdot {\hat {\mathbf {n} }}}}\right|} ；
其中，{\displaystyle C_{r}} 是恢復係數，{\displaystyle \mathbf {u} _{f}} 是碰撞後的分離速度，{\displaystyle \mathbf {u} _{i}} 是碰撞前的接近速度，{\displaystyle {\hat {\mathbf {n} }}} 是與衝擊線同線、任意設定的單位向量，衝擊線是這兩個物體接觸時連結其各自質心的直線。
接近速度 {\displaystyle \mathbf {u} _{i}} 、分離速度 {\displaystyle \mathbf {u} _{f}} 都是相對速度，分別以方程式表達為
{\displaystyle \mathbf {u} _{i}=\mathbf {v} _{1i}-\mathbf {v} _{2i}} 、
{\displaystyle \mathbf {u} _{f}=\mathbf {v} _{1f}-\mathbf {v} _{2f}} ；
其中，{\displaystyle \mathbf {v} _{1i}} 、{\displaystyle \mathbf {v} _{1f}} 、{\displaystyle \mathbf {v} _{2i}} 、{\displaystyle \mathbf {v} _{2f}} 分別是第一个物体、第二个物体在碰撞前與碰撞後的速度。
根據這定義，恢復係數是正值，不能小於0。對於一些特別狀況，可以採用另一種恢復係數的定義，則恢復係數可能會是負值。這定義以方程式表達為
{\displaystyle C_{r}=-\ {\frac {\mathbf {u} _{f}\cdot {\hat {\mathbf {n} }}}{\mathbf {u} _{i}\cdot {\hat {\mathbf {n} }}}}} 。
更嚴謹地定義，两个物体碰撞的恢复系数 {\displaystyle C_{r}} 可以以方程式表达为
{\displaystyle C_{r}\ {\stackrel {def}{=}}\ {\frac {\int _{t_{1}}^{t_{2}}\mathbf {F} _{1r}\cdot {\hat {\mathbf {n} }}\ \mathrm {d} t}{\int _{t_{0}}^{t_{1}}\mathbf {F} _{1c}\cdot {\hat {\mathbf {n} }}\ \mathrm {d} t}}={\frac {\int _{t_{1}}^{t_{2}}\mathbf {F} _{2r}\cdot {\hat {\mathbf {n} }}\ \mathrm {d} t}{\int _{t_{0}}^{t_{1}}\mathbf {F} _{2c}\cdot {\hat {\mathbf {n} }}\ \mathrm {d} t}}} ；
其中，{\displaystyle \mathbf {F} _{1c}} 、{\displaystyle \mathbf {F} _{1r}} 分別是第2個物體施加於第1個物體的壓縮力與恢復力，是第1個物体分别在壓縮時期與恢复時期所感受到的作用力，{\displaystyle \mathbf {F} _{2c}} 、{\displaystyle \mathbf {F} _{2r}} 分別是第1個物體施加於第2個物體到的壓縮力與恢復力，{\displaystyle {\hat {\mathbf {n} }}} 是與衝擊線同線的單位向量，{\displaystyle t_{0}} 、{\displaystyle t_{1}} 、{\displaystyle t_{2}} 分別為兩個物體開始接觸、質心距離最近、開始完全分離的時間。
這分式的分母、分子分別是物體在壓縮時期與恢复時期所感受到的衝量。由於 {\displaystyle \mathbf {F} _{1r}} 與 {\displaystyle \mathbf {F} _{2r}} 、{\displaystyle \mathbf {F} _{1c}} 與 {\displaystyle \mathbf {F} _{2c}} 分別是作用力與反作用力對，根據牛頓第三定律，{\displaystyle \mathbf {F} _{1r}=-\mathbf {F} _{2r}}、{\displaystyle \mathbf {F} _{1c}=-\mathbf {F} _{2c}} ，所以，這方程式的兩個分式相等。
思考一维碰撞案例，則所有的速度都是純量。设定坐標軸為x-軸，與正x-軸同方向的運動的速度為正值，反方向的運動的速度為負值。恢复系数可以表达为
{\displaystyle C_{r}=-{\frac {u_{f}}{u_{i}}}={\frac {v_{2f}-v_{1f}}{v_{1i}-v_{2i}}}} ；
其中，{\displaystyle v_{1i}} 、{\displaystyle v_{1f}} 、{\displaystyle v_{2i}} 、{\displaystyle v_{2f}} 分別是第一个物体、第二个物体在碰撞前和碰撞后的速度。
假设一个物体碰撞的另一个物体是固定不動，像地板、墙壁，则恢复系数为
{\displaystyle C_{r}={\frac {v_{f}}{v_{i}}}} ；
其中，{\displaystyle v_{i}} 是碰撞前的速率，{\displaystyle v_{f}} 是碰撞后的速率。
假设，一个自由落体碰撞到剛硬地面，然后反弹起来，則其恢复系数是
{\displaystyle C_{r}={\sqrt {\frac {h}{H}}}} ；
其中，{\displaystyle H} 是物体掉落前的高度，{\displaystyle h} 是物体弹回的高度。
延伸至多维空间，相关的速度，皆為物体移动速度對於衝擊線的分量（衝擊線与碰撞点的正切线或正切面S相垂直）；而物体平行於正切线或正切面的移动速度，仍旧保持不变。

### 导引
從衝量的定義，可以得到
{\displaystyle \int _{t_{0}}^{t_{1}}\mathbf {F} _{1c}\cdot {\hat {\mathbf {n} }}\ \mathrm {d} t=m_{1}v_{c}-m_{1}\mathbf {v} _{1i}\cdot {\hat {\mathbf {n} }}} 、
{\displaystyle \int _{t_{0}}^{t_{1}}\mathbf {F} _{2c}\cdot {\hat {\mathbf {n} }}\ \mathrm {d} t=m_{2}v_{c}-m_{2}\mathbf {v} _{2i}\cdot {\hat {\mathbf {n} }}} 、
{\displaystyle \int _{t_{1}}^{t_{2}}\mathbf {F} _{1r}\cdot {\hat {\mathbf {n} }}\ \mathrm {d} t=m_{1}\mathbf {v} _{1f}\cdot {\hat {\mathbf {n} }}-m_{1}v_{c}} 、
{\displaystyle \int _{t_{1}}^{t_{2}}\mathbf {F} _{2r}\cdot {\hat {\mathbf {n} }}\ \mathrm {d} t=m_{2}\mathbf {v} _{2f}\cdot {\hat {\mathbf {n} }}-m_{2}v_{c}} ；
其中，{\displaystyle v_{c}} 是兩個黏貼在一起的物體的移動速度對於 {\displaystyle {\hat {\mathbf {n} }}} 的分量。
從這些積分式與恢復係數的嚴謹定義式，可以得到
{\displaystyle m_{1}\mathbf {v} _{1f}\cdot {\hat {\mathbf {n} }}-m_{1}v_{c}=C_{r}(m_{1}v_{c}-m_{1}\mathbf {v} _{1i}\cdot {\hat {\mathbf {n} }})} 、
{\displaystyle m_{2}\mathbf {v} _{2f}\cdot {\hat {\mathbf {n} }}-m_{2}v_{c}=C_{r}(m_{2}v_{c}-m_{2}\mathbf {v} _{2i}\cdot {\hat {\mathbf {n} }})} 。
所以，{\displaystyle v_{c}} 為
{\displaystyle v_{c}={\frac {(\mathbf {v} _{1f}+C_{r}\mathbf {v} _{1i})\cdot {\hat {\mathbf {n} }}}{1+C_{r}}}={\frac {(\mathbf {v} _{2f}+C_{r}\mathbf {v} _{2i})\cdot {\hat {\mathbf {n} }}}{1+C_{r}}}} 。
再經過一番運算，可以得到恢復係數的另一種定義式
{\displaystyle C_{r}={\frac {(\mathbf {v} _{2f}-\mathbf {v} _{1f})\cdot {\hat {\mathbf {n} }}}{(\mathbf {v} _{1i}-\mathbf {v} _{2i})\cdot {\hat {\mathbf {n} }}}}=-\ {\frac {\mathbf {u} _{f}\cdot {\hat {\mathbf {n} }}}{\mathbf {u} _{i}\cdot {\hat {\mathbf {n} }}}}} 。
假設第二個物體固定不動，則 {\displaystyle \mathbf {v} _{2i}=\mathbf {v} _{2f}={\boldsymbol {0}}} ，
{\displaystyle C_{r}=-\ {\frac {\mathbf {v} _{1f}\cdot {\hat {\mathbf {n} }}}{\mathbf {v} _{1i}\cdot {\hat {\mathbf {n} }}}}={\frac {v_{f}}{v_{i}}}} 。
假設第一個物體是自由落體，從高度 {\displaystyle H} 掉落，碰撞到地面後，又彈回高度 {\displaystyle h} ，則根據能量守恆定律，
{\displaystyle m_{1}gH=m_{1}{v_{i}}^{2}/2} 、
{\displaystyle m_{1}gh=m_{1}{v_{f}}^{2}/2} 。
因此，恢復係數與自由落體彈跳高度的關係為
{\displaystyle C_{r}={\frac {v_{f}}{v_{i}}}={\sqrt {\frac {h}{H}}}} 。

## 碰撞後的速度
使用恢复系数，可以用方程式来計算弹性碰撞、完全非弹性碰撞、非弹性碰撞，這些碰撞事件後的速度：
{\displaystyle v_{1f}={\frac {m_{1}v_{1i}+m_{2}v_{2i}+C_{r}m_{2}(v_{2i}-v_{1i})}{m_{1}+m_{2}}}} 、
{\displaystyle v_{2f}={\frac {m_{1}v_{1i}+m_{2}v_{2i}+C_{r}m_{1}(v_{1i}-v_{2i})}{m_{1}+m_{2}}}} ；
其中，{\displaystyle m_{1}} 、{\displaystyle m_{2}} 分別是第一个物体、第二个物体的质量。

### 导引
前面所列方程式可以由恢复系数的方程式和动量守恒定律推导出：
{\displaystyle C_{r}={\frac {v_{2f}-v_{1f}}{v_{1i}-v_{2i}}}} 、
{\displaystyle m_{1}v_{1i}+m_{2}v_{2i}=m_{1}v_{1f}+m_{2}v_{2f}} 。
將這兩個方程式重新編排，可以得到
{\displaystyle v_{2f}=C_{r}(v_{1i}-v_{2i})+v_{1f}} 、
{\displaystyle v_{1f}=(m_{1}v_{1i}+m_{2}v_{2i}-m_{2}v_{2f})/m_{1}} 。
將 {\displaystyle v_{2f}} 的方程式代入 {\displaystyle v_{1f}} 的方程式，可以得到
{\displaystyle v_{1f}=[m_{1}v_{1i}+m_{2}v_{2i}-C_{r}m_{2}(v_{1i}-v_{2i})-m_{2}v_{1f}]/m_{1}} 。
經過一番運算，可以得到
{\displaystyle v_{1f}={\frac {m_{1}v_{1i}+m_{2}v_{2i}+C_{r}m_{2}(v_{2i}-v_{1i})}{m_{1}+m_{2}}}} 。
注意到恢复系数的方程式和动量守恒定律對於第一個物體與第二個物體的對稱性，下標1與2可以對換，而不會改變方程式的形式，所以，
{\displaystyle v_{2f}={\frac {m_{1}v_{1i}+m_{2}v_{2i}+C_{r}m_{1}(v_{1i}-v_{2i})}{m_{1}+m_{2}}}} 。

## 参阅
- 碰撞
- 弹性碰撞
- 非弹性碰撞
- 完全非弹性碰撞

## 外部連結
- 物理事實書（Physics Factbook）網頁：各種材質的恢復系數列表 （页面存档备份，存于）。
- 美國物理學會網頁：Getting an extra bounce （页面存档备份，存于）。
- 國際足球總會網頁：FIFA Quality Concepts for Footballs - Uniform Rebound。